# First of May
First of May è un singolo dei Bee Gees pubblicato nel 1969 ed estratto dall'album Odessa.
Il brano è stato scritto da Barry Gibb, Robin Gibb e Maurice Gibb.

## Tracce
- 7"

1. First of May
2. Lamplight

## Cover
Tra gli artisti e i gruppi che hanno inciso cover del brano vi sono i G4 (2005), Patty Pravo (in una versione italiana dal titolo Un giorno come un altro del 1969), The Wolfe Tones (1972).